# トーマス・ファイ
トーマス・ファイ（Thomas Fey、1960年11月9日 - ）は、ドイツの指揮者。

## 人物・来歴
ファイはマンハイム音楽大学で指揮とピアノを学び、その後、ザルツブルク・モーツァルテウム大学にてニコラウス・アーノンクールにバロック音楽を、シュレースヴィヒ＝ホルシュタイン音楽祭にてレナード・バーンスタインの指揮のクラスを受講した。学生時代の1985年にハイデルベルク・モテット合唱団、1987年にはハイデルベルク交響楽団の前身となるシュリアバッハ室内管弦楽団を組織。1993年にハイデルベルク交響楽団としての最初の演奏会を行った。2003年には、古楽器によるアンサンブル、ラ・パッショーネを結成。モーツァルトの生誕250年である2006年にはマンハイム・モーツァルト管弦楽団を組織し、モーツァルトの誕生日である1月27日に第1回演奏会を行った。
これまでに、ルドルフ・ブッフビンダー、ベルント・グレムザー、シプリアン・カツァリス、ファジル・サイ、マルティン・シュタットフェルト、トマス・ツェートマイアーなどのソリストと共演している。
モダン楽器を使ったピリオド系の演奏を特徴としており、ハイデルベルク交響楽団とは、ベートーヴェンの交響曲集、弦楽のための交響曲を含むメンデルスゾーンの交響曲全集、現在進行中であるハイドンの交響曲全集シリーズなど、数多くの録音がヘンスラー・クラシックより発売されている。また、マンハイム・モーツァルト管弦楽団とのサリエリの序曲、舞台音楽集が2010年のグラミー賞最優秀オーケストラ・パフォーマンス部門にノミネートされた。2007年9月にハイデルベルク社（印刷会社、Heidelberger Druckmaschinen）のイベントのために初来日し、一般聴衆向けには武蔵野市民文化会館小ホールにて公演を行った。
しかし、2014年10月に自宅で転倒したため重傷の外傷性脳損傷を負い、当初は2016年初め頃までには復帰できるほど回復することが期待されていたが、指揮者として復帰できるかは2024年現在不明であり、以降一度も指揮台には立っていない。